# Paramonoxenus tuberculatus
Paramonoxenus tuberculatus là một loài bọ cánh cứng trong họ Cerambycidae.